# Alliance socialiste républicaine

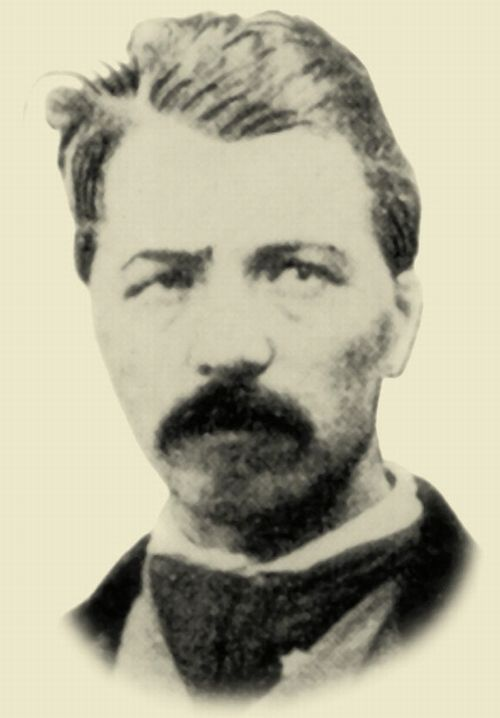
Albert Theisz, fondateur de l'alliance socialiste.

L'Alliance socialiste républicaine (ASR) était un parti politique français, au début des années 1880.
L'Alliance socialiste républicaine était un petit parti politique créé vers 1881, apparemment par le rapprochement de réformistes de la Fédération des travailleurs socialistes de France (FTSF) et de l'aile gauche du radicalisme. L'Alliance socialiste républicaine était partisan d'un socialisme réformiste, et non révolutionnaire : "pour l'union sur le terrain de l'action politique et des réformes pratiques immédiatement réalisables."
Les membres de l'ASR, notamment bon nombre d'anciens communards, se répartiront plus tard entre les autres tendances socialistes et les radicaux-socialistes.

## Personnalités membres de l'ASR
- Albert Theisz (1839-1881) (il fonde l' Alliance socialiste et se présente aux élections dans le Quartier Sainte Marguerite, il est à l'origine d'un socialisme humaniste, proche de Charles Longuet il est un des témoins de  mariage ce dernier avec Jenni Caroline Marx en 1872).
- Charles Amouroux (1843-1885) (ancien secrétaire de la Commune de Paris)
- Georges Clemenceau
- Stéphen Pichon
- Charles Longuet (proudhonien, membre de la Commune de Paris, gendre de Karl Marx).
- Arthur Arnould (ancien membre de la Commune de Paris)
- Augustin Avrial

## Sources
- Site Sinistra.net
- Edouard Dolleans, Histoire du mouvement ouvrier, Tome 2, 1939 (classiques.uqac.ca).